# William Ball (astronomo)
William Ball (o Balle; 1631 ca. – 1690) è stato un astronomo britannico, uno dei membri fondatori della Royal Society.
Fu nominato primo tesoriere della Società il 28 novembre 1660 e servì fino al 1663.
Era il figlio maggiore di Sir Peter Ball e sua moglie Anne Cooke, figlia di William Cooke. Divenne un ardente astronomo e acquisì la proprietà di un telescopio di oltre 3.5 metri. Nel 1655, quando gli Anelli di Saturno erano apparentemente scomparsi a causa della loro vista di bordo dalla Terra, Ball e suo fratello Peter li osservarono come una "fascia" sul pianeta. Lo stesso anno stabilì il tasso di rotazione del pianeta Saturno.
Nel 1660 cadde da circa 10 metri su un terreno duro; questo incidente lo ha lasciato in stato di malattia. Nel 1666 si ritirò nella sua tenuta nel Devon e nel 1668 sposò Mary Posthuma Hussey, allevarono sei figli. La gestione della famiglia insieme alla sua lontananza da Londra lasciava poco tempo per seguire i suoi interessi scientifici.
In un riassunto delle osservazioni di Ball su Saturno nel 1665, il suo collega Robert Moray osservò che non appariva "non un corpo di una figura circolare, che abbraccia il suo disco, ma due". Questa osservazione criptica ha portato a metà del XIX secolo, in un'affermazione, che Ball aveva osservato quella che ora è conosciuta come la divisione Cassini negli anelli di Saturno, dieci anni prima che Cassini lo facesse, e che la caratteristica dovrebbe essere più correttamente conosciuta come "divisione Ball". Tuttavia, l'esame effettivo dei disegni di Ball delle sue osservazioni non supporta questa affermazione.
Il crater Ball della Luna ha preso il nome da lui.